# Куп Мађарске у фудбалу 2002/03.
Куп Мађарске у фудбалу 2002/03. (мађ. 2002–2003-аs magyar labdarúgókupa) је било 63. издање серије, на којој је екипа ФК Ференцвароша тријумфовала по 19. пут.

## Четвртфинале[3]
| Тим #1         | Резултат             | Тим #2              |
| -------------- | -------------------- | ------------------- |
| 4. март 2003.  |                      |                     |
| ФК Ференцварош | 2 : 0                | ФК Залаегерсег      |
| 4. март 2003.  |                      |                     |
| ФК МТК         | 3 : 2                | Дунаујварош Дунафер |
| 5. март 2003.  |                      |                     |
| Дебрецин ВШК   | 2 : 0                | МАТАВ Шопрон        |
| 5. март 2003.  |                      |                     |
| ФК БКВ Елере   | 1 : 1 (4 : 2) п.с.н. | ФК Шиофок           |

## Полуфинале
| Тим #1          | Резултат | Тим #2         |
| --------------- | -------- | -------------- |
| 15. април 2003. |          |                |
| Дебрецин ВШК    | 6 : 1    | ФК МТК         |
| 16. април 2003. |          |                |
| ФК БКВ Елере    | 1 : 2    | ФК Ференцварош |

## Финале
| Дебрецин ВШК         | 1 : 2    | ФК Ференцварош        |
| -------------------- | -------- | --------------------- |
| Лајош Сич 43’ (а.г.) | Извештај | Атила Текели 68’, 78’ |